# VITA (Organisation)
Die VITA (VMEbus International Trade Association) ist eine gemeinnützige Organisation von Anbietern und Benutzern mit gemeinsamem Marktinteresse an modularen, eingebetteten Echtzeitsystemen. Bekannt wurde die VITA durch die Veröffentlichung der Spezifikation des VMEbus im Jahre 1994.

## Veröffentlichungen
| Standard                     | Name                                                                                  | Bemerkung                                                  |
| ---------------------------- | ------------------------------------------------------------------------------------- | ---------------------------------------------------------- |
| ANSI/VITA 1-1994 (R2002)     | VME64 Standard                                                                        |                                                            |
| ANSI/VITA 1.1-1997 (R2003)   | VME64 Extensions                                                                      |                                                            |
| ANSI/VITA 1.3-1997 (R2003)   | VME64 9U x 400 mm Format                                                              |                                                            |
| ANSI/VITA 1.5-2003           | 2eSST                                                                                 | Protokollerweiterung zur Übertragung von bis zu 320 MB/s   |
| ANSI/VITA 1.6-2000 (R2005)   | Keying for Conduction Cooled VME64x                                                   |                                                            |
| ANSI/VITA 1.7-2003           | Increased Current DIN Connector                                                       |                                                            |
| ANSI/VITA 4-1995 (R2002)     | IP Module                                                                             | IndustryPack                                               |
| ANSI/VITA 4.1-1996 (R2003)   | IP I/O Mapping to VME64x                                                              |                                                            |
| ANSI/VITA 5.1-1999 (R2004)   | RACEway Interlink                                                                     | High-Speed Punkt-zu-Punkt Verbindungen im P2 Bereich       |
| ANSI/VITA 6-1994 (R2002)     | SCSA                                                                                  | Telephonie-Bus im P2 Bereich                               |
| ANSI/VITA 6.1-1996 (R2003)   | SCSA Extensions                                                                       | Erweiterung für ANSI/VITA 6-1994 (R2002)                   |
| ANSI/VITA 10-1995 (R2002)    | SKYchannel                                                                            | Packet Switching Verbindungen im P2 Bereich                |
| ANSI/VITA 12-1997 (R2002)    | M-Module                                                                              | Mezzanine Module                                           |
| ANSI/VITA 13-1995 (W2006)    | VMEbus Pin Assignment Standard for ISO/IEC 14575 (IEEE 1355-1995 (H.I.C.))            |                                                            |
| ANSI/VITA 17-1998 (R2004)    | Front Panel Data Port                                                                 |                                                            |
| ANSI/VITA 17.1-2003          | Serial Front Panel Data Port                                                          |                                                            |
| VITA 19                      | BusNet Overview                                                                       | Kein ANSI Standard                                         |
| ANSI/VITA 19.1-1998 (W2006)  | BusNet Media Access Control                                                           |                                                            |
| ANSI/VITA 19.2-1998 (W2006)  | BusNet Link Layer Control                                                             |                                                            |
| ANSI/VITA 20-2001 (R2005)    | CCPMC - Conduction Cooled PMC                                                         |                                                            |
| ANSI/VITA 23-1998 (R2004)    | VME64 Extensions for Physics                                                          |                                                            |
| ANSI/VITA 25-1997 (W2006)    | VISION                                                                                | Inferface für Softwareapplikationen auf VME Modulen        |
| ANSI/VITA 26-1998 (R2003)    | Myrinet                                                                               | Packet Switching Verbindungen auf VME Modulen              |
| ANSI/VITA 29-2001 (W2006)    | PC•MIP                                                                                | Kleine Mezzanine Module auf PCI basierend                  |
| ANSI/VITA 30-2000 (R2005)    | 2mm Connector Practice for Euroboard Systems                                          |                                                            |
| ANSI/VITA 30.1-2002          | 2mm Connector Practice for Conduction Cooled Euroboard Systems                        |                                                            |
| ANSI/VITA 31.1-2003          | Gigabit Ethernet on VME64x Backplanes                                                 |                                                            |
| ANSI/VITA 32-2003            | Processor PMC                                                                         |                                                            |
| ANSI/VITA 35-2000 (R2005)    | For PMC-P4 Pin Out Mapping To VME-P0 and VME64x-P2                                    |                                                            |
| ANSI/VITA 38-2003            | System Management on VME                                                              |                                                            |
| ANSI/VITA 39-2003            | PCI-X for PMC and Processor PMC                                                       |                                                            |
| ANSI/VITA 40-2003            | Status Indicator Standard                                                             |                                                            |
| ANSI/VITA 41.0-2006          | VXS VMEbus Switched Serial Standard                                                   |                                                            |
| ANSI/VITA 41.1-2006          | VXS 4X InfiniBand™ Protocol Layer Standard                                            |                                                            |
| ANSI/VITA 41.2-2006          | VXS 4X Serial RapidIO™ Protocol Layer Standard                                        |                                                            |
| ANSI/VITA 42.0-2008          | XMC Switched Mezzanine CardBase Specification                                         | Erweiterung des PMC-Standards um serielle High-Speed Busse |
| ANSI/VITA 42.1-2006          | XMC Switched Mezzanine Card: Parallel RapidIO™ 8/16 LP-LVDS Protocol Layer Standard   |                                                            |
| ANSI/VITA 42.2-2006          | XMC Serial RapidIO Protocol Layer Standard                                            |                                                            |
| ANSI/VITA 42.3-2006          | XMC PCI Express Protocol Layer Standard                                               |                                                            |
| ANSI/VITA 42.6-2009          | XMC 10 GbE Protocol Layer Standard                                                    |                                                            |
| ANSI/VITA 46.0-2007          | VPX Baseline Standard                                                                 |                                                            |
| ANSI/VITA 46.1-2007          | VMEbus Signal Mapping on VPX                                                          |                                                            |
| ANSI/VITA 47-2005 (R2007)    | Environments, Design and Construction, Safety, and Quality for Plug-In Units Standard |                                                            |
| ANSI/VITA 57.1-2008          | FMC: FPGA Mezzanine Cards Base Specification                                          |                                                            |
| ANSI/VITA 46.10-2009 (R2015) | VPX: Rear Transition Module                                                           |                                                            |

## Wichtige Standards

### VME64x (VITA1.1)

8-Slot-VME64x-Backplane von der Steckerseite (links) und SMD-Seite (rechts).

Heutzutage sind viele der Standards überholt und werden nicht mehr verwendet. Während der klassische VMEbus (VITA1) keine Bedeutung mehr hat, werden Systeme und Backplanes mit der Erweiterung von VITA 1.1 (VME64x) noch häufig eingesetzt. Dank der Abwärtskompatibilität können auch ältere VME Karten hier weiterhin eingesetzt werden.

### Gigabit Ethernet on VME64x Backplanes (VITA31.1)
Eine VITA31.1 Backplane basiert auf einer Standard VME64x Backplane und ist lediglich um einen Gigabit Ethernet Link (1000BASE-T) erweitert. Dieser führt zu einem Standard PICMG 2.16 Gigabit Ethernet Switch, der die Links miteinander und zudem gegebenenfalls an die Frontplatte per RJ45-Stecker verbindet. Das Gigabit Ethernet ist in einer Stern-Topologie ausgeführt. Wahlweise können auch zwei Ethernet Switch Slots in die Backplane integriert werden, wodurch eine Doppel-Stern-Topologie entsteht. Dadurch verfügt jeder Slot über zwei Gigabit Ethernet Links, die redundant zueinander sind.

### VME Switched Serial Standard - VXS (VITA41.X)

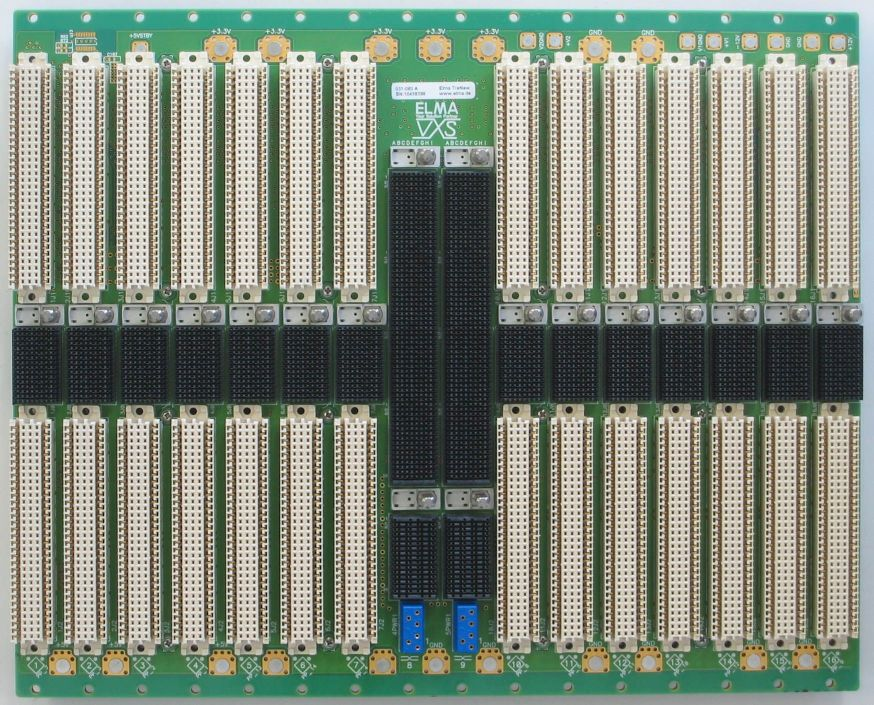
16-Slot-VXS-Backplane mit 14 Node-Slots und 2 Switch-Slots.

Eine VITA41 Backplane basiert grundsätzlich auch auf einer VME64x Backplane. Allerdings unterscheidet sich der P0 Stecker von dem der VME64x Backplane. Anstelle des Hard Metric (HM) Steckverbinders wird ein MultiGig Stecker verwendet, der für differentielle Paare der LVDS Übertragung ausgelegt ist. Dadurch werden Übertragungen im Bereich mehrerer Gb/s ermöglicht. Der Standard definiert viele High-Speed Protokolle, die über diese Verbindungen übertragen werden können. Diese Protokolle sind InfiniBand und Serial Rapid IO sowie die bisher nur als Entwurf vorliegenden Spezifikationen über die Protokollübertragungen von Gigabit Ethernet, PCI Express, Aurora und 10 Gigabit Ethernet.

### VPX (VITA46.X)
Eine VPX Backplane ist auf Grund der Steckverbinder nicht mehr mit VME64x Backplanes kompatibel. Der Sub-Standard VITA46.1 definiert allerdings, wie die Signale des VMEbus auf den MultiGig Steckverbindern der VPX Backplane abgebildet werden können. Hierdurch können einfach Hybridbackplanes hergestellt werden, die die Aufnahme von VME64x, VXS und VPX Karten ermöglicht. Die VPX Backplanes erlauben in allen Steckerbereichen die Übertragung von High-Speed Signalen, um so die Übertragungsbandbreite zu steigern. Auch bei VPX gibt es einige Entwürfe zur Abbildung der Protokolle Serial Rapid IO, PCI Express, Gigabit Ethernet und Infiniband zur Übertragung auf der Backplane.